# Sulfonska kiselina
Sulfonske kiseline (prema lat. sulphur: sumpor), su alifatski ili aromatski organski spojevi koji sadrže sulfo-skupinu –SO3H vezanu za ugljikov atom neke ugljikovodične skupine, kao npr. u benzensulfonskoj kiselini (C6H5SO3H). Rijetko se nalaze u prirodi, uz iznimku taurina (NH2CH2CH2SO3H), kojega ima u žuči. To su higroskopne krutine. Njihove soli i esteri nazivaju se sulfonati. U vodenoj otopini potpuno su disocirane. Vrlo su jake kiseline; trifluormetansulfonska kiselina (CF3SO3H), toliko je jaka da može protonirati sumpornu kiselinu. Alifatske sulfonske kiseline uglavnom se dobivaju oksidacijom tiola, a aromatske izravnim djelovanjem sumporne kiseline na aromatske spojeve (sulfoniranje).
Sulfonske kiseline važni su međuprodukti u proizvodnji bojila, deterdženata i lijekova, kao kemijski međuproizvod, katalizator, itd. Klorsulfonska kiselina se koristi za pripremu sulfonske kiseline.
Po redoslijedu opadajućeg prioriteta pri odabiru i imenovanju glavne karakteristične skupine, esteri su sedmi po redu razredni spojevi (slijedom COOH i C(O)O2H; zatim njihovi S- i Se-derivati, pa redom sulfonske, sulfinske, selenonske itd., fosfonske, arsonske itd. kiseline).